# Szobel
Szobel is het debuut- en enige studioalbum van de Oostenrijkse jazzpianist Hermann Szobel. Het album werd in 1976 uitgebracht op Arista Records. Het album werd in 2012 heruitgegeven op cd op The Laser's Edge. Hiervoor werden de mastertapes gebruikt. De opnames werden geremasterd door Bob Katz.

## Ontvangst
Hermann Szobel belandde dankzij het album in 2016 op de lijst van "40 Greatest One-Album Wonders" van het muziektijdschrift Rolling Stone.

## Nummers
| Nr. | Titel                | Duur  |
| --- | -------------------- | ----- |
| 1.  | Mr. Softee           | 6:45  |
| 2.  | The szuite           | 12:30 |
| 3.  | Between 7 & 11       | 5:08  |
| 4.  | Transcendental floss | 6:08  |
| 5.  | New York City, 6 AM  | 6:45  |

## Personeel

### Bezetting
- Hermann Szobel (piano)
- Michael Visceglia (elektrische bas)
- Vadim Vyadro (tenorsaxofoon, fluit, klarinet)
- Dave Samuels (vibrafoon, marimba, percussie)
- Bob Goldman (drums)